# Каїров Іван Андрійович
Іван Андрійович Каїров (нар. 26 грудня 1893, місто Рязань, тепер Російська Федерація — 29 жовтня 1978, місто Москва) — радянський діяч, педагог, президент Академії педагогічних наук РРФСР, міністр освіти РРФСР. Депутат Верховної Ради РРФСР 2—4-го скликань. Депутат Верховної Ради СРСР 3—6-го скликань. Член Центральної Ревізійної комісії КПРС у 1956—1961 роках. Кандидат у члени ЦК КПРС у 1952—1956 і 1961—1966 роках. Доктор педагогічних наук (1935), професор (1929). Дійсний член Академії педагогічних наук РРФСР по відділенню теорії та історії педагогіки (11.03.1944). Дійсний член Академії педагогічних наук СРСР по відділенню теорії та історії педагогіки (9.08.1967). Герой Соціалістичної Праці (26.12.1963).

## Біографія
Народився 14 (26) грудня 1893 року в місті Рязані в родині чиновника державного банку та вчительки. У 1914 році закінчив Рязанську гімназію.
У квітні — вересні 1914 року — конторник сінопресувального заводу Логінова в селі Коростово Рязанської губернії.
У вересні 1914 — грудні 1917 року — студент природничого відділення фізико-математичного факультету Московського університету.
Член РСДРП(б) з квітня 1917 року.
У липні — грудні 1917 року — агент продовольчого відділу Всеросійської спілки міст.
У грудні 1917 — вересні 1919 року — завідувач аграрного підвідділу Сокольницького районного продовольчого відділу міста Москви.
У вересні 1919 — липні 1920 року — член колегії сільськогосподарського відділу Московської ради. У серпні 1920 — травні 1921 року — член колегії Московського губернського земельного відділу.
У травні 1921 — листопаді 1923 року — директор В'яземської групи радгоспів Звенигородського повіту Московської губернії.
У грудні 1923 — листопаді 1925 року — завідувач відділу сільськогосподарської освіти Московського губернського відділу народної освіти.
У листопаді 1925 — грудні 1929 року — завідувач сектора сільськогосподарської освіти Головного управління професійно-технічної освіти (Головпрофосвіти) Народного комісаріату освіти РРФСР.
У грудні 1929 — травні 1932 року — директор Московського аграрно-педагогічного інституту.
Одночасно у 1930—1934 роках — заступник директора Науково-дослідного інституту сільськогосподарських кадрів. У 1934—1937 роках — завідувач кафедри педагогіки Московської сільськогосподарської академії імені Тімірязєва.
У лютому 1933 — березні 1934 року — заступник завідувача, в березні 1934 — червні 1935 року — завідувач сектора підготовки сільськогосподарських кадрів сільськогосподарського відділу ЦК ВКП(б).
У червні 1935 — січні 1938 року — завідувач сектора сільськогосподарських вузів і технікумів відділу шкіл ЦК ВКП(б).
У лютому — квітні 1938 року — завідувач кафедри педагогіки Московського державного університету імені Ломоносова.
У квітні 1938 — червні 1942 року — завідувач кафедри педагогіки Московського державного педагогічного інституту імені Леніна, завідувач кафедри педагогіки Молотовського державного педагогічного інституту.
У липні — жовтні 1942 року — заступник директора Центрального лекційного бюро при Народному комісаріаті освіти РРФСР.
У 1942—1950 роках — головний редактор журналу «Радянська педагогіка».
У жовтні 1942 — березні 1944 року — завідувач кафедри педагогіки Московського державного педагогічного інституту імені Леніна.
У березні 1944 — травні 1946 року — перший віцепрезидент Академії педагогічних наук РРФСР.
У травні 1946 — серпні 1966 року — президент Академії педагогічних наук РРФСР.
Одночасно 15 липня 1949 — 28 березня 1956 року — міністр освіти Російської РФСР.
Указом Президії Верховної Ради СРСР від 26 грудня 1963 року за великі заслуги в галузі народної освіти, активну громадсько-політичну діяльність і в зв'язку з сімдесятиріччя з дня народження Каїрову Івану Андрійовичу присвоєно звання Героя Соціалістичної Праці з врученням ордена Леніна і золотої медалі «Серп і Молот».
У серпні 1966 — квітні 1974 року — науковий керівник лабораторії Науково-дослідного інституту загального професійного виховання Академії педагогічних наук СРСР. У 1967—1971 роках — член Президії Академії педагогічних наук СРСР.
З квітня 1974 року — персональний пенсіонер союзного значення в Москві.
Помер 29 жовтня 1978 року. Похований на Новодівочому цвинтарі Москви.

## Нагороди
- Герой Соціалістичної Праці (26.12.1963)
- три ордени Леніна (15.06.1951; 11.07.1960; 26.12.1963)
- орден Жовтневої Революції (25.12.1973)
- два ордени Трудового Червоного Прапора (4.11.1944; 29.12.1953)
- медалі
- doctor honoris causa Карлова університету (Прага) (1969)